# Shin Megami Tensei: Strange Journey
Shin Megami Tensei: Strange Journey (真・女神転生 STRANGE JOURNEY lit. True Goddess Reincarnation: Strange Journey?) es un juego de rol desarrollado por Atlus en colaboración con Lancarse, para la plataforma Nintendo DS. Se estrenó en Japón durante el 2009 y en el 2010 tuvo su lanzamiento en América del Norte. Este título es la cuarta entrega de la saga Shin Megami Tensei, completando la franquicia de Megami Tensei. El juego relata la historia de una unidad de fuerzas especiales mandada por la Organización de las Naciones Unidas con el propósito de investigar una distorsión en el espacio llamada Schwarzwelt, apareció en la Antártida, cuya presencia prueba ser una amenaza para el mundo. el jugador se pondrá en la piel del protagonista (el nombre es dado por los jugadores) navegando los alrededores del Schwarzwelt. El combate involucra el reclutamiento de demonios para pelear contra diversos enemigos, el protagonista tiene la opción especial de reclutar a criaturas enemigas. 
El juego es el resultado de un equipo que desea desarrollar un juego de rol a gran escala para la plataforma del DS. Varias personas del equipo de desarrollo habían trabajado previamente en otros títulos de Megami Tensei; parte del grupo lo conforma, el productor y diseñador Kazuma Kaneko, el director Eiji Ishida, el escritor Shogo Isogai y el compositor Shoji Meguro. La elección de la Antártida como escenario principal se pensó para atraer al público que se encuentra por esas zonas. Además del nuevo escenario, el juego cuenta con nuevas características incluyendo elementos de ciencia ficción inspirados en películas como Damnation Alley y The Thing. En cuanto a la música, Meguro utilizó estilos de composición mucho más ambiciosos que sus trabajos pasados incorporando música de coro mezclada con un sintetizador especial. La recepción del juego fue positiva para su historia y jugabilidad, pero a muchas personas no les gusto el hecho que la exploración se haga en primera persona. Una versión mejorada para el Nintendo 3DS, conocido como Shin Megami Tensei: Strange Journey Redux (conocido en Japón como Shin Megami Tensei: Deep Strange Journey (真・女神転生 DEEP STRANGE JOURNEY lit. True Goddess Reincarnation: Deep Strange Jourrney)?), tuvo su estrenó en Japón en el 2017 y tendrá su lanzamiento mundial durante el  2018.  

## Jugabilidad
Shin Megami Tensei: Strange Journey es un juego de rol en el que el jugador puede darle nombre y controlar al protagonista. Los alrededores del Schwarzwelt se ven y navegan en primera persona: la porción 3D del entorno se muestra en la pantalla superior del Nintendo DS, mientras que el mapa en 2D está en la pantalla inferior. Las zonas exploradas se irán trazando automáticamente en el mapa, con áreas resaltadas en espacios donde queden tesoros/contenedores sin abrir o puertas. En el entorno se encontrarán trampas: fosas, pisos que se mueven, azulejos que lastiman al protagonista si las llega a pisar. Junto con las misiones de la historia principal, los humanos y demonios dentro del Schwarzwelt desbloquean misiones secundarias ofreciendo recompensas una vez terminadas. A lo largo del juego, el traje del protagonista, Demonica, puede mejorarse con nuevas entradas y caminos, permitiendo la apertura de zonas sin explorar que son parte de la historia principal, asimismo abre espacios nuevos en áreas que antes habían sido explorados.
Durante la exploración, el jugador combatirá contra los Jefes de la historia principal y tendrá encuentros aleatorios contra enemigos estándar. El combate es por turnos, el equipo del jugador cuenta con 4 integrantes, el protagonista y 3 demonios. La fase de batalla tiene sus premisas en el sistema "Press Turn" utilizado en Shin Megami Tensei: Nocturne; en Strange Journey, el sistema de más importancia es el "Demon Co-op". En caso de que el equipo del jugador ataque el punto débil del oponente, cualquier demonio aliado en el turno de ataque realizará un golpe imbloqueable el cual infligirá daño considerable.
Además de luchar contra demonios, el protagonista puede negociar con ellos de varias formas: puede sobornarlos, asustarlos o reclutarlos, todo dependerá de las respuestas que se den durante la conversación. Tras ser reclutados, los demonios pueden fusionarse para crear nuevas versiones de los mismos. Los nuevos demonios adquirirán las habilidades de los que fueron sacrificados, una característica es que algunos demonios especiales solo se pueden obtener mediante la fusión. El juego tiene 300 demonios reclutables, cada uno de ellos fue inspirado por diferentes mitos: mitología galesa, egipcia, nórdica y cristiana. Dos inclinaciones rigen la forma en la que se acerca a los demonios: una que representa la inclinación a la luz, lo neutral y la oscuridad; otra que es la ley, lo neutral de la ley y el caos. Las elecciones que los jugadores tomen a lo largo de la historia afectarán la forma en la que los demonios responden a las órdenes del protagonista, así como su lealtad a ellos. Al igual que en títulos previos, las "Fases de la Luna" que se dividen en 8 segmentos, tendrán un efecto sobre la conducta del demonio. Cuando haya luna llena, los demonios evitarán las pláticas. Los demonios que son resultado de una fusión, pueden ser intercambiados entre jugadores utilizando un código de 32 caracteres que se genera cuando la fusión se completa. Las contraseñas permiten el intercambio entre varias personas.

## Sinopsis

### Entorno y personajes
El entorno y eventos de Strange Journey no comparte relación con otros juegos de la franquicia Shin Megami Tensei. El contexto comienza en el continente de la Antártida, a principios del siglo XXI. Durante el inicio del juego, se observa un enorme resplandor atómico en el Polo Sur, creando el Schwarzwelt (シュバルツバース Shubarutsubāsu?, alemán para "Mundo Negro"), un vacío oscuro que se come todo lo que se acerca a él y amenaza con consumir el Planeta Tierra. Los espacios dentro del Schwarzwelt están ocupados por representaciones de los vicios que tiene la humanidad, actuando como una crítica de los mismos. Las bases principales son vehículos anfibios: Red Sprite No.1, el vehículo del protagonista, Blue Jet No.2, Elves No.3 y Gigantic No.4.
El equipo principal forma parte de la unidad de fuerzas especial creada por la ONU para investigar y neutralizar el Schwarzwelt. Los jugadores controlan a un miembro de las fuerzas especiales (japonés en la versión original y americano en la traducción). Además del protagonista, hay 3 miembros principales en el Red Sprite: Comandante Gore (ゴア隊長 Goa-taichō?), el líder del equipo; Jimenez (ヒメネス Himenesu?), un soldado estadounidense que busca una recompensa por este trabajo; y Zelenin (ゼレーニン Zerēnin?), una científica rusa reconocida. Otros personajes incluyen Arthur (アーサー  Āsā?), la IA (inteligencia artificial) del Red Sprite; el ángel Mastema (マンセマット Mansematto?), que representa la fuerza de Dios; Mem Aleph (メムアレフ Memu Arefu?), una Diosa Madre que controla los demonios del Schwarzwelt; y Louisa Ferre (ルイザ・フェレ Ruiza Fere?), un avatar de Lucifer que vigila las acciones del protagonista.

### Narrativa
Conforme se expande el Schwarzwelt crece su amenaza de consumir la Tierra, la ONU manda varios equipos, encabezados por Gore, para investigar y erradicar el fenómeno. Al momento en que intentan entrar al Schwarzwelt, todas las naves, excepto el Red Sprite, son destruidas. Durante las misiones, Arthur (IA) va acumulando información y gradualmente desarrolla una personalidad para ayudar al escuadrón de fuerzas especiales. Justo en el comienzo de sus misiones dentro del Schwarzwelt, Gore es asesinado. Al avanzar en sus exploraciones, el protagonista y los miembros del escuadrón Red Sprite, descubren los motivos detrás de la existencia del Schwarzwelt. En la antigüedad, los humanos eran controlados por las fuerzas de Dios. Su dominio sobre ellos acabó cuando la Diosa Madre, Mem Aleph, lo destruyó, terminando su control sobre la Tierra. Resguardada dentro del Schwarzwelt, Mem Aleph presenció la forma en la que los humanos abusan de la Tierra hasta llegar a corromper su dimensión. Decidida a eliminar a los humanos que trajeron corrupción y regresar al mundo a su antiguo estado, Mem Aleph desató el Schwarzwelt. Las fuerzas restantes de Dios, principalmente representadas por Mastema, pretendían utilizar el Schwarzwelt para expandir su influencia en todo el mundo, removiendo el libre albedrío y crear una utopía unida. Los elementos clave son los Huevos Cósmicos, creados por Mem Aleph, tienen la capacidad de reforjar el mundo una vez que se combinan en el núcleo del Schwarzwelt. 
Zelenin y Jiménez se alían con la Ley y el Caos, mientras Gore, ya resucitado, se vuelve Neutral. Dependiendo de las elecciones que se hagan en juego, el protagonista podrá decidir si quiere unirse al lado de Ley, Caos o seguir una ruta Neutral y continuar con la misión original. Si se une con la Ley, el protagonista junto con Zelenin derrotan a Jimenez y Mem Aleph antes de utilizar el Huevo Cósmico para crear un Mundo de Ley, con Zelenin albada como una conexión humana a Dios, lo que obliga a la humanidad a renunciar su libre albedrío. Al unirse al Caos, él y Jimenez ayudan a Mem Aleph para derrotar a Zelenin, usan los Huevos para completar la tarea inicial del Schwarzwelt y crear un mundo primitivo donde los humanos y demonios coexisten, pero solo los más fuertes sobreviven. Sin importar qué alianza se escoja, Arthut se sacrifica para destruir su nueva personalidad y salvar al protagonista de la destrucción en la nave Red Sprite después de que Gore la dañara gravemente. Si el jugador decide no unirse a ningún bando, Gore transmitirá la información necesaria para destruir el Schwarzwelt, una vez logrado eso, Gore logra morir. Al derrotar a Zelenin, Jimenez y Mem Aleph, el protagonista junto con el equipo restante escapa en el Red Sprite mientras Arthur se sacrifica para asegurar el colapso del Schwarzwelt. Sin embargo, el vacío puede regresar si los humanos continúan su abuso a la Tierra.

## Desarrollo

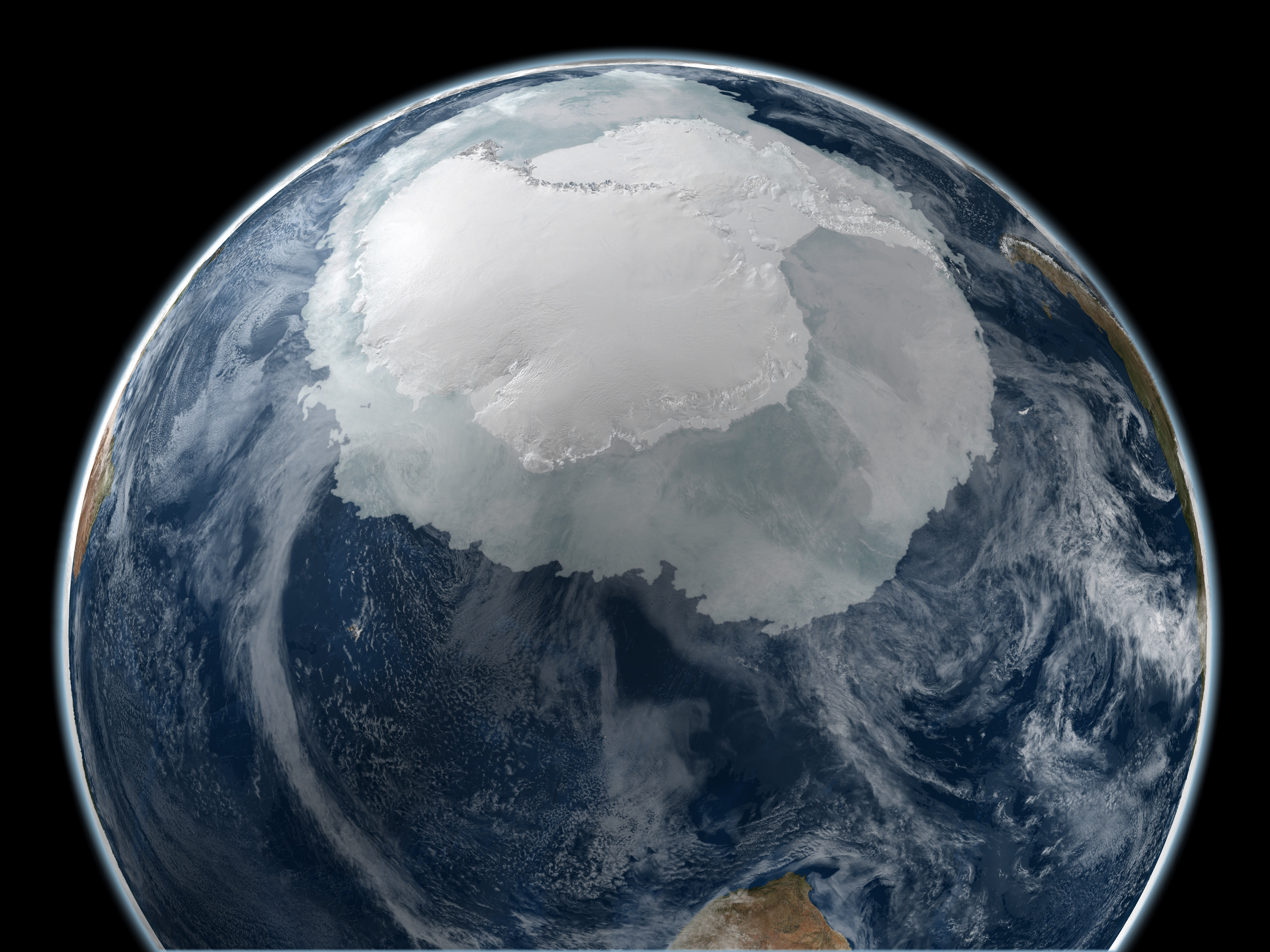
El juego se centra en la Antarctica decisión que se tomó en cuenta pensando en los fanes alrededor del mundo. La ambientación y la interacción entre personajes está basada en la película de John Carpenter (1982) The Thing.

Strange Journey se originó durante una plática entre los trabajadores de Altus que dialogaban acerca de crear un juego de rol a gran escala utilizando un equipo de desarrollo pequeño. Kazuma Kaneko sugirió un juego de Shin Megami Tensei para la consola Nintendo DS. Hay varias razones por las que se seleccionó dicha plataforma: Kaneko sintió que el diseño portatíl quedaría bien con filosofías de juego de Shin Megami Tensei, otro juego de rol, Etrian Odyssey, había sido un éxito comercial, tuvo una base fuerte entre su audiencia y por la naturaleza de la consola portátil los jugadores no se tendrían que preocupar por tener que llegar a casa y continuar jugando, podrían llevar la consola donde fuera. El título del juego iba a ser Shin Megami Tensei IV, sin embargo, por el contexto del juego se decidió darle su propio subtítulo. La inspiración para el juego fue el horizonte de eventos asociados a los agujeros negros. Una idea para el subtítulo fue "Strange Horizon", pero ya había sido usado en otros entornos de videojuego. Después de que Kaneko viera Amazing Journey: The Story of The Who, el y Eishida acordaron en dejar el título de Strange Journey. A pesar de que no tiene un número, sigue siendo parte de la cronología en la franquicia Shin Megami Tensei.
Para el desarrollo del juego, Altus colaboró con Lancarse, los desarrolladores de Etrian Odyssey. Strange Journey utiliza una versión mejorada del motor gráfico que utilizaron en Etrian Odyssey. El equipo de Altus estuvo conformado por veteranos de la franquicia Megami Tensei: Kaneko como productor y diseñador de personajes/demonios; Ishida en su debut como director, después de haber sido jefe en diseño para Shin Megami Tensei: Nocturne; y el escritor principal Shogo Isogai, quien ha trabajado en Shin Megami Tensei II,  Shin Megami Tensei If..., y Nocturne. La jugabilidad se mantuvo dentro de las tradiciones de la franquicia, se modificaron cosas específicas o cambiaron por completo algunas características. Por ejemplo, el sistema de fusión paso por un rediseño para que el juego mantuviera un ritmo rápido, y las restricciones en cuanto la herencia de habilidades, se quitaron para promover que los jugadores experimentaran con el sistema de fusiones. Por otra parte, la capacidad de ajustar los atributos del protagonista se eliminó. El diseño del sistema de combate y la programación la manejó Lancarse. Se diseñó el sistema de combate para que fuera fácil, mientras que los aspectos de inclinación demoníaca están directamente relacionados con el sistema de inclinación moral del juego. El traje Demonica, que está vinculado a varios sistemas del juego, fue diseñado con base en el concepto de un traje espacial que incluye una serie de herramientas que permiten ver nuevos demonios y áreas por explorar. El multijugador se había pensado para que los jugadores compitieran en batallas junto con sus demonios, pero se desecho la idea ya que salía del contexto original. De ahí nace lel diseño del intercambio de demonios. Las contraseñas se eligieron sobre las funciones de Wi-Fi, ya que facilitaría el intercambio de códigos a través de foros de discusión.
Desde el principio, el juego estuvo diseñado para que su lanzamiento tuviera una versión en el extranjero. Entre las primeras ideas para el juego, se pensó que tuviera un ambiente estilo la ciudad de Nueva York, inspirada por la película Escape de Nueva York (1981) de John Carpenter. Se deshicieron de la idea porque no ofrecería mucha variedad en personajes. Para que existieran personajes con varias nacionalidades, se decidió que el escenario fuera en la Antártida. Esta decisión también estuvo influenciada por demostrar la amenaza mundial del Schwarzwelt. El contexto difiere otros juegos de la franquicia Shin Megami Tensei, los cuales tienen su ambientación en Tokio. Asimismo, se discutió entre usar el Polo Norte, lo que más tarde terminó por descartarse debido a que no el espacio en el Polo Norte no tenía suficientes aperturas/estructuras, haciéndolo impráctico. Al desarrollar la trama del personaje, el equipo se inspiró en otra película de Carpenter, The Thing (1982). El sistema de inclinación moral, un elemento básico títulos anteriores de la franquicia, se reintroduce en Strange Journey para ayudar a los jugadores a entender el nuevo contexto. El reparto central actuó como un microcosmos de la humanidad y como una representación de las inclinaciones morales del juego. Debido al escenario y contexto, los personajes tendrían que ser un escuadrón de fuerzas especiales, a diferencia de los juegos previos con protagonistas que son personas corrientes. En esta entrega los elementos de ciencia ficción tienen mayor presencia, a comparación de otros juegos de Shin Megami Tensei. Muchos aspectos de ciencia ficción en el juego fueron inspirados en películas: el Red Sprite estuvo inspirado por el vehículo principal en la película de Damnation Alley, y parte del equipamiento se basó en la película Aliens (1986) dirigida por James Cameron. Las armas que los personajes utilizan, están basadas en modelos reales. Para explicar cómo los elementos de ciencia ficción no afectaron las características místicas de Shin Megami Tensei, Kaneko afirmó que la franquicia siempre ha tenido elementos de esos dos géneros juntos, comentando que algunas personas veían un URL como un encantamiento mágico haciendo referencia a una cita de Arthur C. Clarke acerca de la forma en como la tecnología avanza tan deprisa que parece algo mágico.

### Música
La música fue compuesta por Shoji Meguro, quien anteriormente había trabajado en los títulos Revelations: Persona y Nocturne. En contraste con su trabajo previo en la franquicia de Persona, Meguro no usó elementos musicales contemporáneos. En cambio, creó una experiencia mucho más madura para reflejar la complejidad de la historia del juego. Para alcanzar eso, utilizó el estilo de la orquesta militar, el coro gregoriano y el ambiente minimalista. Los sonidos del coro fueron creados utilizando el "Eastwest Quantum Leap Symphonic Choirs", un sintetizador que puede simular los coros. Una excepción fue la canción de "Sorrow", para la cual usó una melodía de piano. Para la pista de "Chaos", utilizó elementos musicales similares a los de Nocturne. Con el fin de incluir la mayor cantidad de canciones posibles dentro del cartucho de juego, Meguro usó la herramienta de compresión "CRI Middleware's Kyuseishu Sound Streamer".
La banda sonora original de Shin Megami Tensei: Strange Journey se estrenó el 18 de noviembre del 2009 como un solo CD con el número de catálogo -COCX-35945-. Lo publicó Nippon Columbia. Se incluyó una banda sonora adicional dentro de las copias físicas del día de lanzamiento en América del Norte. Después del estreno del juego, se descubrió que el disco exta tenía defectos de manofactura que impedían el funcionamiento del CD. Una vez que la queja se hizo pública, Atlus y su manufacturera se agilizaron para darles a los jugadores un reemplazo gratuito. Las críticas de la banda sonora original fueron positivas, con los críticos señalando que el estilo, en comparación de otros títulos de Megami Tensei, había cambiado.

## Lanzamiento
Strange Journey salió el 8 de octubre de 2009 en Japón, el 23 de marzo de 2010 tuvo su lanzamiento en América del Norte. La primera parte de información apareció en forma de un sitio web creado el 16 de julio de 2009, para la página japonesa de Altus, mostraba al planeta tierra con un enorme agujero negro en la parte inferior. Al utilizar el código fuente de la página y localizar una imagen sin uso, se descifró que el título del juego era Strange Journey y se confirmó que es parte de la franquicia Megami Tensei. Una semana después, el juego fue oficialmente anunciado por Altus para la consola Nintendo DS y despejo los rumores de que esta entrada sería parte de la serie Persona.
El lanzamiento en América del Norte, así como su fecha de estreno, fueron anunciadas en el mes de noviembre de 2009. En su estreno, el ESRB lo clasificó  "M para adolescentes mayores". Esto hizo del juego el décimo título de DS en ser clasificado "M". Junto con el CD extra, Altus reveló un mini-póster exclusivo para los compradores en la tienda de GameStop y los que obtuvieron su copia en línea. Después de su estreno, Altus regaló contraseñas de demonios exclusivos los cuales no se podrían desbloquear de otra forma.
La traducción a inglés la manejó Atlus USA, dirigida por Nich Maragos y Yu Namba. En el proceso de traducción, el equipo tuvo problemas al traducir los nombres de Katakana. Mientras que los nombres como "Williams" eran fáciles, aquellos como "Skogsra", un demonio basado en un espíritu del bosque escandinavo, demostraron ser un reto y requerían de hacer una investigación para saber el origen de los nombres. Algunas de las decisiones para las traducciones se debieron al conocimiento que tiene el equipo sobre el entusiasmo de Ishida hacia la cultura occidental. Asimismo, necesitaban crear diferentes formas de hablar para los demonios, desde inglés medio hasta la lengua vernácula más moderna, este proceso tomó mucho tiempo.
Una versión mejorada para el Nintendo 3DS, titulada Shin Megami Tensei: Strange Journey Redux, se estrenó el mes de octubre de 2017 en Japón y saldrá en América del Norte y Europa en mayo de 2018. Contará con actuación de voz, nuevas ilustraciones, una nueva ruta y final, y un nuevo personaje.

## Recepción
Strange Journey vendió 97,000 unidades en la primera semana de su estreno en Japón, llegando al tercer lugar en la tabla de ventas japonesa, abajo de Pokémon HeartGold y SoulSilver y Wii Fit Plus. Al final, el juego vendió menos de lo esperado: Atlus esperaba vender 170,000 copias, sin embargo las ventas de noviembre solo alcanzaron 152,000 copias.
El juego ha tenido una buena recepción, con un puntaje de 80/100 en las críticas de Metacritic. Famitsu lo calificó con 36 puntos de 40, IGN lo destaca como el puntaje más alto otorgado por la revista a un título de Shin Megami Tensei hasta ese momento. En su reseña, Famitsu felicita el balance constante del juego, comenta que mientras el jugador está diviertiéndose explorando, se siente una tensión constante en el ambiente. Asimismo, elogieron el sistema de fusión, diciendo que esta es "la mejor característica que tiene el juego -- te dan mejores resultados conforme más lo usas" ya que permitieron que las batallas tuvieran una experiencia diferente en cada encuentro. Famitsu también notó que "el tutorial es muy útil, y los objetivos de las misiones son tan claros que realmente no te pierdes."
Charles Onyett, de IGN, opinó que la narrativa del juego fue "interesante" y estuvo "bien desarrollada", concluyendo al decir que hay una "soprendente presencia de personalidad en el juego". Andrew Fitch, en su reseña para 1UP.com, comenta que la historia del juego es "la misma narración MegaTen que los fans esperan", pero que extrañarán la actuación de voz presente en los juegos de Persona. Lark Anderson, de GameSpot está de acuerdo que la historia es "excesivamente predecible". Phil Kollar, de Game Informer, dijo que el juego tuvo "numerosos problemas para resaltar la tensión entre la tecnología y naturaleza". Heidi Kemps, escritora para GamePro, lo llamó una "refrescante y reflexiva experiencia a comparación de varias narrativas japonesas de juegos RPG, pero no es apto para personas que se ofenden facilmente". Matt Edwards de Eurogamer, comenta que la "historia no es particularmente original, sin embargo, te absorbe".

Hablando de jugabilidad, Fitch lo llama una combinación de "los clásicos y entretenidos MegaTen y Etrian Odyssey", destacando que la "misma sensación de exploración está ahí, pero una trama muy llamativa te arrastra". Kemps menciona que la exploración de mazmorras fue "emocionante", pero la falta de ayuda en el sistema de fusión de demonios le quitó valor a la experiencia. Edwards fue, en general, positivo acerca del sistema de batalla, llamándolo "una configuración fácil de entender, basada en turnos". Anderson destaca que la jugabilidad es anticuada, fijandosé particularmente en el sistema de diseño y negociación dentro de las mazmorras, mencionado que este fue demasiado repetitivo para ser interesante. Onyett etiquetó el combate como "estándar", pero felicitó la fusión de demonios y las mecánicas de negociación. Kollar dijo que el sistema de ataque "Demon Co-op" hizo que el juego fuera más accesible que otras entregas de la franquicia de Shin Megami Tensei, pero destaca que la exploración puede volverse tediosa.